# Gladys Zender
Gladys Zender Urbina de Meier (Lima, 19 de outubro de 1939) é uma rainha da beleza peruana, coroada Miss Universo 1957, a primeira mulher latina a conquistar este título.

## Miss Universo
Durante a adolescência, Zender já havia ganho os títulos de Miss Reinado de Primavera e Miss Reinado de los Carnavales, em Miraflores, antes de vencer o Miss Peru de 1957.
Ela foi uma das últimas candidatas a chegar a Long Beach, na Califórnia, novamente a sede  do concurso, sendo inicialmente ignorada pela imprensa, que depois a apelidou de 'Miss Socialite', por suas raízes de família rica no Peru. Ela começou a brilhar quando finalmente se apresentou nas passarelas, sendo considerada muito elegante e com uma postura e caminhar perfeitos.
Mesmo assim Gladys não era considerada favorita, com essa preferência cabendo à Miss Alemanha, Gerti Daub, que ganhou o prêmio especial de Miss Fotogenia por unanimidade e ficou em quarto lugar, para surpresa geral, mais um choque para fãs, jornalistas e especialistas, depois da desclassificação da Miss USA, Leona Gage, de quem se descobriu ser casada e mãe de dois filhos.
Ao final, com ela e a Miss Brasil Terezinha Morango empatadas por pontos dos jurados, cada uma com cinco votos, o desempate coube à pontuação da semifinal, onde Zender levou vantagem e se tornou a primeira Miss Universo latina.
O título, porém, não foi mantido com facilidade, já que tinha dezessete anos quando foi coroada, e isso fez com que a organização do concurso a desqualificasse à princípio. Sua coroa só foi mantida depois de uma longa reunião à portas fechadas entre os diretores do Miss Universe Inc., onde houve até apelo e intervenção do embaixador peruano, que decidiram pela autorização a que Gladys continuasse com a coroa, pois faria 18 anos pouco tempo depois, levando em consideração que no Peru, os cidadãos que tivessem 17 anos e seis meses eram considerados como tendo 18 e sendo maiores de idade.
Considerada uma das maiores celebridades peruanas até hoje, o dia oficial de seu retorno à Lima, 10 de agosto de 1957, foi declarado Dia Nacional de Celebração pelo governo peruano. Fazendo o voo inaugural do Idlewild International Airport (depois Aeroporto Internacional John F. Kennedy) em Nova York, para Lima, ela foi recebida por meio milhão de pessoas nas calçadas ladeando as ruas por onde passava.

## Vida pessoal
Filha de mãe peruana e pai suíço, grande empresário do ramo do papel em Lima, ex-campeã peruana de voleibol antes do concurso, ela casou-se com Antonio Meier em 1965 e teve quatro filhos, sendo o mais famoso Christian Meier, que é ator e cantor.